# 시소왓 모니봉
시소와스 모니봉(크메르어: ព្រះបាទ ស៊ី សុ វ តិ ្ថ មុនីវង្ស, 1875년 12월 27일 - 1941년 4월 24일)은 캄보디아의 군주이며 황태자 시절 프랑스군 소령을 역임하였다. 프랑스령 인도차이나의 속국이었고, 그는 명목상의 군주였다.

## 생애
전임 왕 시소와스 왕의 여섯번째 자녀이자 둘째 아들로 태어났다. 어머니는 시소와스 왕의 다섯 번째 부인이었다. 1875년 삼촌인 노로돔의 통치기간 중 태어났는데 숙부 노로돔은 프랑스령 인도차이나의 꼭두각시 지도자였다. 그가 어렸을 때 캄보디아의 오동에서 프놈펜으로 이사하였다. 1904년 그의 숙부 노로돔이 사망하고 아버지 시소와스가 즉위하면서 그는 황태자가 되었다. 1906년 아버지와 함께 프랑스를 방문하고, 아버지만 귀국하고 그는 생 맥시앙 군사학교에 입학하였다. 그는 외국인 훈련생반에서 수료하고 2년 후 졸업과 동시에 프랑스군 육군 중위가 되었다. 1909년에 귀국, 1910년에는 프랑스군 대위로 승진하였다. 1916년에는 대대장이 되고 1922년에 제대하였다. 이후 그는 캄보디아에 있던 프랑스군 외인부대의 사령관이 되었고, 왕실위원회의 사무총장이 되었다.
1927년 아버지 시소와스가 사망하자 52세의 나이로 왕위에 올랐다. 그러나 그의 숙부 노로돔과 같이 그는 실권이 없었다. 그의 치세 중 캄보디아의 지식인들은 외부 공산주의에 영향을 받아 공산당원이 되었다. 1930년 베트남 지도자 호치민 설립된 인도차이나 공산당은 캄보디아에서 인기를 얻고 지부가 설립되었다. 캄보디아 공산주의자들의 기본 목표는 프랑스 식민통치체제를 전복하는 것이었다. 1940년 프랑스가 나치 독일에 협력, "비시 프랑스" 정권이 출범하자 시소와스는 이 때를 이용해서 독립을 계획한다. 일본은 캄보디아로 진출하였고 그는 일본을 지지하였다. 1941년에 일본군이 캄보디아를 점령하자 그는 독립하리라 예상했지만, 일본은 캄보디아를 식민지화했고 그의 위치는 다시 일본의 종속인으로 격하되고 말았다.
1941년 퇴위 후 사망하였다. 그가 사망하자 프랑스 정부는 압력을 행사하여 그의 아들인 시소와스 모니레스 대신 그의 외손자이자 재종손인 노로돔 시아누크를 후계자로 삼았다. 숙부인 노르돔왕의 손녀이자 노로돔 하산칸의 딸 노르돔 네비와크 테비가 그의 정비였고 그들의 딸 시소와스 코사막이 노로돔 시아누크의 생모였다. 그에게는 정실과 후궁 사이에서 64명의 자녀가 있었다.

## 같이 보기
- 시소와스
- 노로돔 시아누크
- 캄보디아의 역사